# مالینووکا ویلکا
مالینووکا ویلکا (به لاتین: Malinówka Wielka) یک روستا در لهستان است که در گمینا اوک واقع شده‌است. مالینووکا ویلکا ۵۴ نفر جمعیت دارد.